# ギネヴラ (小惑星)
ギネヴラ (613 Ginevra) は小惑星帯に位置する小惑星である。ハイデルベルクでアウグスト・コプフによって発見された。
アーサー王の王妃グィネヴィア (Guinevere) に由来するドイツ系の人名にちなんで命名された。